# Poker en 1980
Cet article résume les événements liés au monde du poker en 1980.

## Tournois majeurs

### World Series of Poker 1980
Stu Ungar remporte le Main Event.

### Super Bowl of Poker 1980
Gabe Kaplan remporte le Main Event.

## Poker Hall of Fame
Blondie Forbes est intronisé.